# Program Status Word
Het Program Status Word (PSW) (of: Status Register) is een term uit de informatica waarmee een stuk geheugen of een hardware register wordt aangeduid waarin informatie over de staat van het huidige programma wordt opgeslagen.
Het Program Status Word bestaat uit een aantal bits waarin diverse gegevens opgeslagen kunnen zijn.

## IBM 360
Bij de architectuur van de IBM 360 bestaat het PSW uit 64 bits.
De eerste 32 bits kunnen alleen door het besturingssysteem beïnvloed worden.
Wordt de computer opgestart, dan wordt een PSW geladen van adres 0.
Aangezien het PSW het instructieadres bevat, start daardoor direct de uitvoering van een programma.
De bits in het PSW zijn:
| aantal bits | betekenis | betekenis |
| ----------- | --- | --- |
| 8           | Systeemmasker, geeft aan welke interrupts toegelaten worden.                                                                       | Systeemmasker, geeft aan welke interrupts toegelaten worden.                                                                       |
| 4           | Beschermingssleutel, wordt vergeleken met een sleutel in het geheugen om te controleren of toegang tot het geheugen geoorloofd is. | Beschermingssleutel, wordt vergeleken met een sleutel in het geheugen om te controleren of toegang tot het geheugen geoorloofd is. |
| 4           | AMWP | ASCII: beïnvloedt de werking van decimale instructies.                                                                             |
| 4           | AMWP | Machine check: geeft aan of een storing een interrupt mag veroorzaken.                                                             |
| 4           | AMWP | Wait: is dit bit 1, dan wacht de CPU op een interrupt.                                                                             |
| 4           | AMWP | Problem: is dit bit 1, dan is de CPU in de probleemtoestand. Geprivilegieerde instructies zijn dan niet toegestaan.                |
| 16          | Interruptcode, de oorzaak van een interrupt                                                                                        | Interruptcode, de oorzaak van een interrupt                                                                                        |
|             | | |
| 2           | Instructielengte, een instructie is 16, 32 of 48 bits lang.                                                                        | Instructielengte, een instructie is 16, 32 of 48 bits lang.                                                                        |
| 2           | Conditiecode | Conditiecode |
| 4           | Programmamasker, geeft aan welke door het programma veroorzaakte fouten (zoals delen door nul) een interrupt mogen veroorzaken.    | Programmamasker, geeft aan welke door het programma veroorzaakte fouten (zoals delen door nul) een interrupt mogen veroorzaken.    |
| 24          | Instructieadres (Program counter)                                                                                                  | Instructieadres (Program counter)                                                                                                  |

## 8080
Bij de Intel 8080 is het PSW iets heel anders. Hier wordt de afkorting PSW gebruikt voor de accumulator en het flags-register samen.

## i86
Bij de processors van de i86-reeks is er geen register dat PSW heet.
Deze processoren hebben echter andere registers met dezelfde functie.
Deze worden control registers genoemd en hebben namen als CR0, CR1, CR2 en CR3.
Er staat onder andere in of de processor werkt in real mode of protected mode en er staan gegevens over de privileges van het actieve programma.
CR0 wordt ook wel MSW (Machine Status Word) genoemd.